# NGC 7673
NGC 7673 ist eine Spiralgalaxie mit hoher Sternentstehungsrate vom Hubble-Typ Sc im Sternbild Pegasus am Nordsternhimmel. Sie ist schätzungsweise 160 Millionen Lichtjahre von der Milchstraße entfernt und hat einen Durchmesser von etwa 60.000 Lichtjahren. Gemeinsam mit NGC 7677 bildet sie das isolierte Galaxienpaar KPG 584.
Die Typ-II-Supernova SN 2014ce wurde hier beobachtet.
Das Objekt wurde am 5. September 1864 von dem deutschen Astronomen Albert Marth entdeckt.